# Dịch tễ học
Dịch tễ học là khoa học nghiên cứu về tần số và sự phân bố tần số mắc bệnh và tử vong của bệnh trạng cùng với các yếu tố quy định sự phân bố đó ở quần thể xác định, ứng dụng trong việc kiểm soát những vấn đề sức khỏe. Dịch tễ học tìm kiếm mối quan hệ giữa tình trạng sức khỏe và yếu tố liên quan từ đó xây dựng giải pháp (như phòng ngừa và kiểm soát bệnh tật) để can thiệp nhằm nâng cao tình trạng sức khỏe. Khoa học này là mấu chốt của nghiên cứu y tế cộng đồng và y học dự phòng, dựa trên khái niệm y học dựa trên bằng chứng (evidence-based medicine). Dịch tễ học giúp chuyên viên y tế xác định các yếu tố nguy cơ của bệnh, phát triển và tối ưu hóa phương thức điều trị của y học lâm sàng.
Chuyên viên dịch tễ học có thể nghiên cứu trong nhiều lĩnh vực từ thực hành; như trong thời kỳ có bệnh dịch bộc phát, ảnh hưởng trong môi trường sinh sống, phát huy y tế cộng đồng, v.v... đến lý thuyết; như thống kê, tạo mô hình toán học dự đoán sức khỏe công chúng trong tương lai, triết học y tế, sinh học, và tâm lý học,.... Nghiên cứu dịch tễ học dựa trên quan sát và thí nghiệm, mục đích là để tìm ra liên hệ giữa căn bệnh và các yếu tố không thay đổi được như bẩm sinh, di truyền, và những yếu tố có thể "sửa chữa" như thực phẩm, ô nhiễm, giáo dục, vi sinh học, tâm lý học, v.v... Từ đó rút tỉa ra định nghĩa căn bệnh, liên hệ từ nguyên nhân đến triệu chứng và tạo kế hoạch điều trị hay phòng ngừa, gọi chung là thông tin bệnh, một dụng cụ thường dùng của dịch tễ học.
Nghiên cứu dịch tễ có các loại chính: 
1. Miêu tả: tổng hợp triệu chứng, biến chứng của bệnh.
2. Phân tích: chứng minh liên hệ giữa nguyên nhân và hậu quả của bệnh.
3. Thử nghiệm: tổ chức các cuộc thử nghiệm để lập thống kê về y tế lâm sàng hay trong cộng đồng hoặc hiệu lực của phương thức chữa trị.

Dịch tễ học được thực hành tại nhiều nơi, trong cộng đồng - như khi có bộc phát bệnh dịch; trong văn phòng của Đại học hay cơ quan nhà nước và các Ủy ban y tế công cộng. Chính phủ thường có cơ quan nghiên cứu dịch tễ kiểm soát tình hình bệnh tật trong nước và theo đó đưa ra kế hoạch ngân khoản vế y tế.
Từ tam giác dịch tễ được dùng để chỉ ba yếu tố cần nghiên cứu của một chứng bệnh đang bộc phát: Người mang bệnh, Mầm bệnh và Môi trường.

## Lịch sử phát triển Dịch tễ học
Dịch tễ học là một khoa học rất cổ.
Trong thời cổ xưa đã có nguồn gốc kiến thức về dịch tễ học. Những tư liệu cổ xưa của Trung Quốc, Ấn Độ, Ai Cập, La mã, Hy Lạp đã nói đến những bệnh lây như: Đậu mùa, dịch hạch, hủi,... ngay trong thời kỳ đó đã xác nhận được người lành có thể bị gây bệnh từ người ốm bằng cách tiếp xúc với người ốm, hoặc bằng cách sử dụng những đồ dùng của họ. Trong các sách của Ấn Độ đã ghi: Nên bỏ nhà nếu thấy chuột từ trên mái nhà rơi xuống, vì khi đó bệnh dịch hạch đã tới gần.
Những khái niệm về miễn học cũng hình thành từ thời kỳ này, nhà sử học Hy Lạp Fubidid (460 - 400) trước công nguyên đã nhận xét rằng trong số những người đã bị dịch hạch mà qua khỏi thì không ai bị mắc lại một lần nữa. Ngay ở thời kỳ đó, để chăm sóc bệnh nhân dịch hạch người ta dùng những người bị dịch hạch đã khỏi.
Ở Trung Quốc người ta đưa vào lỗ mũi trẻ con những vẩy khô của mụn đậu mùa để gây bệnh nhẹ, sau đó có miễn dịch.
Trong thời kỳ phong kiến; Ở thời trung cổ đã phát sinh khái niệm về nguồn truyền nhiễm có thể là người hay súc vật, ở đó tác nhân gây bệnh sinh sản và từ đó chúng truyền bằng những đường khác nhau sang những ngươì ở xung quanh. Đồng thời cũng hình thành khái niệm về cơ chế truyền những bệnh nhiễm trùng. Người ta nhận xét rằng người khoẻ lây bệnh khi tiếp xúc với các đồ dùng của người bệnh, sau này đã xác định thêm là có sự tham gia của nước, thực phẩm và không khí vào việc truyền nhiễm từ người ốm sang người khoẻ.
Trong thời kỳ này, người ta cũng bắt đầu tiến hành những biện pháp ngăn ngừa bệnh dịch truyền từ ngoài biên giới vào trong nước và khi có dịch đe doạ sẽ đóng cửa biên giới.
Để đi tới được quan niệm như hiện nay, lịch sử phát triển của dịch tễ học đã trải qua nhiều thời kỳ, nổi bật nhất là 3 cột mốc đánh dấu những giai đoạn phát triển đặc biệt góp phần hình thành cơ sở phát triển của dịch tễ học hiện đại: John, William Farr, John Snow.
John Graunt là người đầu tiên định lượng các hiện tượng sức khoẻ và bắt đầu chú ý rằng tần số đó khác nhau ở lứa tuổi khác nhau, giới tính khác nhau. Năm 1662 ông đã phân tích số sinh tử ở Luân Đôn và thấy rằng cả sinh lẫn tử ở nam đều trội hơn nữ, tỷ lệ chết ở trẻ con cao hơn các lứa tuổi khác. Ngoài ra ông còn thấy rằng số mắc dịch hạch trong số dân ở Luân Đôn có khác nhau ở các năm khác nhau và ông cũng nêu các đặc điểm của những năm có dịch xảy ra.
Năm 1893 William Farr đã thiết lập một hệ thống đếm số chết và nguyên nhân chết cả Anh và Mỹ Wales liên tục trong 40 năm. Ông đã nhấn mạnh đến sự khác nhau ở những người có vợ chồng với những người sống độc thân, ở những nghề nghiệp khác nhau, sự chết của cả ở các độ cao khác nhau... Trong đó ông đã đóng góp rất nhiều cho việc hình thành về phương pháp nghiên cứu dịch tễ học hiện đại như: Định nghĩa quần thể có nguy cơ, phương pháp so sánh giữa các đối tượng khác nhau, chọn nhóm so sánh thích hợp và rất coi trọng đến các yếu tố có thể ảnh hưởng đến bệnh chết theo nhóm tuổi, thời gian phơi nhiễm tình trạng sức khoẻ chung.
Khoảng 20 năm sau William Farr, John Snow là người đầu tiên đưa ra giả thuyết về một yếu tố bên ngoài có liên quan chặt chẽ với một bệnh. Ông đã bỏ rất nhiều công sức quan sát dịch tả ở Luân Đôn vào những năn 40 - 50 của thế kỷ XIX. Lúc đó tất cả các công ty cung cấp nước cho Luân Đôn là: Lambeth, Sonth Wark, Vauxhall đều lấy nước từ sông Thames, ở điểm bị nhiễm bẩn nặng nề của nước thải thành phố. Sau đó giữa năm 1849 - 1854 công ty Lam beth đổi nguồn lên thượng lưu, nơi không bị nhiễm bẩn bởi nước thải của thành phố thì thấy tỷ lệ mắc tả giảm hẳn. Từ quan sát đó John Snow đã hình thành giả thuyết, nước của South Wark và Vauxhall đã làm tăng nguy cơ mắc tả (tả lan truyền theo mùa). Giả thuyết này sau này đã được kiểm định và có giá trị đến ngày nay.